# 列車電話
列車電話（れっしゃでんわ）とは、旅客列車に設置されている公衆電話を指す。

## 概要
地上と車上の通信には、現在は新幹線で使用されている漏洩同軸ケーブル（LCX）からの漏洩電波を介して通信を行うLCX方式（詳細は後述）のみ用いられている。かつては一般列車で使用されていた、400MHz帯のUHF無線通信を用いて交換手を介する空間波無線方式、または800MHz帯の移動体電波を用いて基地局交換装置を介する空間波無線方式なども存在した。
日本初の列車電話は、1957年（昭和32年）10月1日に近畿日本鉄道が特急用車両（2250系・6421系）に設置したものである。上本町駅（現：大阪上本町駅）・伊勢中川駅間に通信設備を整備し、大阪市内・名古屋市内との通話が実現した。当時の利用状況は1列車平均6度。その後10000系や10100系にも取り付けられたが、10400系からは取り付けを行っていない。その後1975年（昭和50年）3月に車内電話のサービスを一旦廃止したが、1988年（昭和63年）に落成した21000系に車内電話を設置してサービスを再開した。なお21000系以降の列車電話では列車から日本国内全域に通話することが可能となった。しかし、これも2012年（平成24年）3月31日のmovaサービス終了に伴い、終了までに再度車内電話のサービスを廃止した。
日本国有鉄道では、1960年（昭和35年）8月20日に東海道本線の151系電車を使用した特急「こだま」・「つばめ」で採用された、グレーの電話機が始まりである。この時は、電電公社（現：NTTグループ）が400MHz帯のUHF無線通信を用いて東海道沿線14箇所に基地局を設置し、それを介して一般回線へ繋いだ。100円硬貨専用であり、また電話機にはダイヤルはなく、口頭で交換手に電話番号を直接伝えた上で相手先に繋いでもらう方式であった。列車から電話をかけるほか、固定電話から交換手を通じて列車へ電話をかけることも可能であった。ただ無線を使用していたので、小田原駅 - 三島駅間などの山間部や日本坂トンネル・牧の原トンネル・逢坂山トンネル・東山トンネルなどは電波状況の悪く通話のできない区間が存在したほか、電話を掛けられる地域は、沿線である東京圏・名古屋圏・大阪圏限定であった。当時の利用状況は1列車平均12度。東海道本線のものは1964年（昭和39年）10月、こだまと共に廃止された。
1965年（昭和40年）6月、前年に開業したばかりの東海道新幹線にも、151系と同じ、100円硬貨専用でダイヤルのないものが設置された。151系と同様に、当初は東海道新幹線沿線の地域へのみ発信可能であった。20系寝台客車などにも設置が検討されたものの、当時は後の時代のように無線通信技術が発達しておらず、交換手と基地局の拡充を要したため断念された（後に20系の通信配線等は青函連絡船に転用される）。
その後、交換手を要しない新たな移動体電話システムとして開発された自動車電話システム（NTT大容量方式）の応用や、電話料金プリペイドカード「テレホンカード」の登場により、テレホンカード専用とすることで列車電話の小型化が可能となり、新幹線以外でも1980年代後半から、徐々に列車電話の設置が増加していった。国鉄民営化以降に登場したJRの新型特急車両以外にも、国鉄時代に製造された既存の特急車両に対しても設置され、またJR以外でも私鉄の有料特急にも設置が進んだ。特急型車両以外でも、阪急6300系電車を皮切りに、京阪3000系電車（初代）、京阪8000系電車、JR東海311系電車、住宅・都市整備公団9100形電車（一次車のみ）といった特別料金不要の通勤形車両・近郊形車両にも設置された。
1991年（平成3年）には第2世代移動通信システム（2G）のPDC方式が制定され、1993年（平成5年）にNTTドコモにより実用化された。800MHz帯のPDCを列車電話に用い、JRの在来線特急列車を中心に設置された（通信事業者はNTTドコモ）。その後、1990年代後半にかけて、携帯電話などの移動体通信の普及が列車電話にも及んだ。しかし2000年代以降は携帯電話の普及により、街頭の公衆電話と同様に利用者が減少したこともあり、徐々に列車電話が撤去され出した。また、新製の特急形車両であっても当初から電話を設置していない車両も登場し出した。その後2012年（平成24年）3月31日のmovaサービス終了に伴い、PDCを利用した列車電話のサービス提供ができなくなることから、同日を持って在来線における列車電話サービスが終了、新幹線を除き、JR・私鉄の全ての列車電話が撤去された。
なお、電波状況により電話が使用不能になる場合がある。

## 新幹線における列車電話

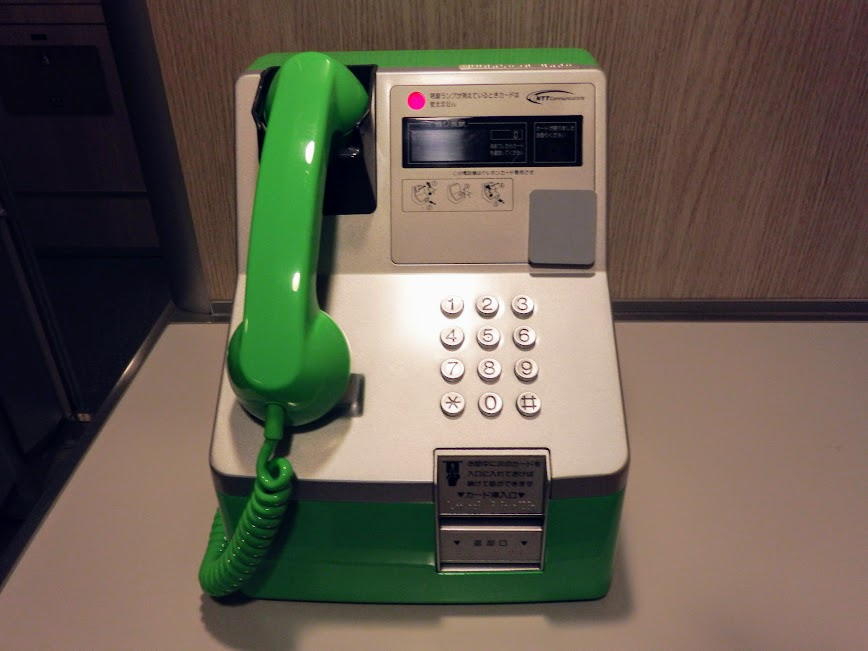
東北新幹線の公衆電話（2014年）

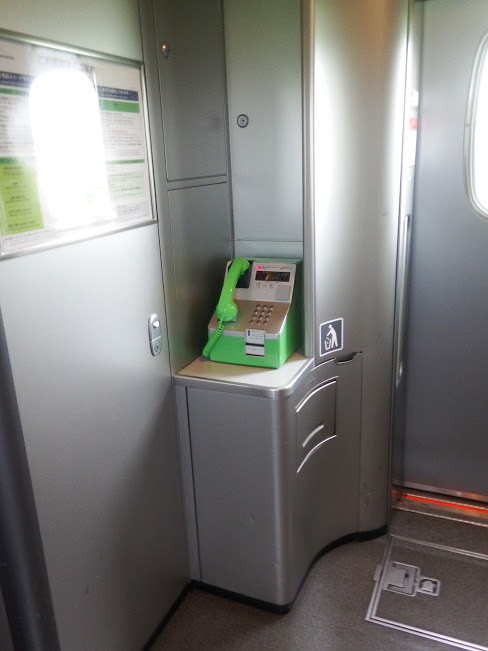
東海道新幹線車内の公衆電話設置箇所（2015年）

上記の通り、1965年（昭和40年）東海道新幹線に設置されたのが最初である。原理は先述の151系と同じであり、1972年（昭和47年）、新大阪駅から岡山駅まで部分開業した山陽新幹線にも同様の公衆電話が設置された。この方式では沿線の基地局を用いて通信している関係上、1975年（昭和50年）の山陽新幹線の博多駅全通時、通話可能だったのは沿線の13都府県のみに限られていた。
その後1982年（昭和57年）に東北新幹線および上越新幹線が開業したが、この当時には既に一定の技術が確立していたため、全国通話が可能となった。電話機もダイヤル自動発信方式となり、黄色の電話機が設置された。
1989年（平成元年）3月、長らく交換手を介し、明治時代の自働電話以来のチーン・ボーン式であった東海道及び山陽新幹線に、緑のカード式公衆電話が登場する。また、在来線同様のアナログ通信の弱点であったトンネルや山岳地帯における通話が出来ないと言う欠点を解消すべく、同年東海道・山陽新幹線の線路沿線にLCX同軸ケーブルが設置された。このLCXケーブルは内部信号漏洩防止の為にシールドされているが、その間にある隙間から指向性電波を送受信しており、列車側にも指向性アンテナを設置することによって、電波の送受信を実現した。これにより、トンネルや山岳地帯といった基地局からの電波が届きにくい場所でも安定した通信が行えるようになり、後に東北・上越新幹線でも採用された。
PDC方式は列車から一般電話への一方向の通話であるが、このLCXのもう1つの特徴として、双方向通信である点が挙げられる。これにより、後述の新幹線公衆受付サービス及び業務運行データの交換などの迅速化が図られた。
2002年（平成14年）11月からは東北・上越新幹線で、2009年（平成21年）からは東海道・山陽新幹線で、それぞれ通信速度向上を図ったデジタルLCX回線に置き換えられ、特に東海道新幹線では公衆無線LANを使用することが可能となった。
のち在来線同様、携帯電話の普及により使用頻度が減少したため一部の公衆電話が撤去され、16両編成の列車ではそれまでの2両ごとの設置から4両ごとの設置とされた。
列車公衆電話の場合はほとんどが、NTTコミュニケーションズの管轄であるが、北陸新幹線に限りソフトバンク（旧：TM）の管轄である。秋田新幹線・山形新幹線の在来線区間は、2012年3月31日まではNTTドコモの管轄（列車公衆電話ではなく、自動車公衆電話扱い。高速バスに使われる車両などに設置されていた公衆電話とほぼ同じ方式。盛岡駅ないしは福島駅に停車している間に回線が切り替えられる）となっていたが、PDCの停波により在来線区間の利用が不可となった（このため、当該日以後に公衆電話端末が交換される以前は、NTT-Cとドコモのロゴが併記されていた）。
九州新幹線の場合、開業当初はソフトバンクテレコム（当時）管轄であったが、2011年（平成23年）3月12日に博多駅まで全通し山陽新幹線と直通したことにより、NTTコミュニケーションズ管轄へ移管された。
携帯電話の普及による列車公衆電話の利用頻度の減少、およびトンネル内への基地局設置で携帯電話の通話不能区間が解消されたことから、2021年（令和3年）6月30日をもって、全ての新幹線における列車公衆電話サービスを終了することが発表された（先駆けて、同年6月7日より順次サービス取り止め）。

### 列車着信通話（107番）
LCXの双方向性を活かし、一般電話からオペレーターを経由して列車側へと通話することが出来た。これを用いたNTTのサービスが、列車着信通話である。
一般電話から107番へ掛け、オペレーターに列車番号と相手の名前を伝え一旦電話を切る。列車側では委託された客室販売員が相手を呼び出し、10分後にオペレーター側から電話を受けて通話する。最終目的地（または乗客の降車駅）到着10 - 15分前に掛ける必要がある。手数料は100円だった。なお、客室販売員が電話業務を行うため、車内販売を行っていない列車はこのサービスを利用することが出来ない。また、NTTコミュニケーションズのサービスであったため、当時の日本テレコムに業務が嘱託されていた長野新幹線（現：北陸新幹線）や九州新幹線、および在来線区間を走行中の山形新幹線、秋田新幹線への通話は不可能であった。
サービス開始から1990年代前半まで、ビジネス客の多い東海道新幹線を中心に走行中に電話着信呼び出し放送が多かった。しかし、携帯電話の普及により利用者数は減少し、末期には700系、E1系のみの取次ぎとなり、2004年（平成16年）6月30日をもってサービスを終了した。
バブルの頃は、呼び出す相手がいないのに「（株）○○の××様…」と車内でわざと連呼させて宣伝に悪用した"カラ呼び出し"が多発し乗客から苦情が出たため、以後末期まで「住所・氏名（○○市の××様）」での呼び出しに限って呼び出しを受け付けるよう改めた。

## 日本国外における列車電話

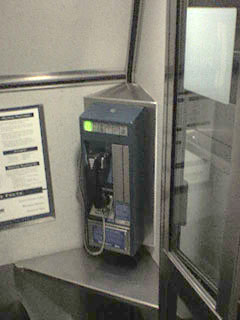
アムトラックのアムフリート客車の列車電話（2007年）

日本国外における列車電話は、高速鉄道を中心とした上等列車に設置されている場合が多い。
- アメリカ合衆国では、アセラ・エクスプレスに設置されている。かつて運行されていたメトロライナー電車にも設置されていた[9]。
- ドイツでは、ICE全てに公衆電話が設置されており、国際通話も可能である。
- フランスでは、TGVにカード式公衆電話が設置されている。Orangeのテレホンカードしか使うことが出来ず、またフランス国外鉄道線では使用できない。
- 台湾の鉄道では、上等列車の商務車（一等車）に設置されている。なお、台湾高速鉄道は日本の新幹線をモデルとしたため、ブースがある。開業時にはすでに携帯電話が普及していたため公衆電話は設置されず、スマホ充電ステーションとして利用されている[10]。
- 大韓民国では、韓国高速鉄道（KTX）の5号車・13号車に設置されており、インターネット接続が可能である。また、セマウル号にも設置されている。